# 江口季好
江口 季好（えぐち すえよし、1925年（大正14年）10月9日 - 2014年（平成26年）6月4日）は、日本の詩人、国語教育研究者。

## 経歴
- 1925年 - 佐賀県諸富町（現・佐賀市）生まれ。佐賀師範学校卒業、早稲田大学文学部卒業。東京都大田区立池上小学校で17年間、心身障害学級担当。東京都立大学 (1949-2011)講師・大田区教育委員会社会教育課主事など。
- 1986年 - 日本作文の会編『日本の子どもの詩』全47巻の編集委員長としてサンケイ児童出版文化大賞を受賞。
- 1988年 - 日本作文の会賞、
- 2000年 - 社会文化功労賞（日本文化振興会）受賞。
- 2014年6月4日午後3時16分 - 腎癌のため東京都内の病院で死去[1]。88歳没。

## 著書
- 『児童詩の授業』明治図書出版、1964
- 『児童詩教育入門』百合出版、1968
- 『綴方の鑑賞と批評 作品の見かた・考えかた』百合出版、1972
- 『風、風、吹くな もうひとつの教育論 詩集』百合出版、1974
- 『児童詩の探求』民衆社、1977
- 『ことばの力を生きる力に ことばの指導の系統性』全3巻 民衆社、1979 - 82
- 『障害をもつ子どもたちの国語教育 3』あゆみ出版、1984
- 『チューリップのうた 江口季好詩集』百合出版、1986
- 『障害児学級の学習指導計画案集 全面的な発達をめざす』同成社、1987
- 『児童詩教育のすすめ』百合出版、1988
- 『作文教育のすすめ』百合出版、1989
- 『詩情のある教室 児童詩教育の理論と実践』エミール社、1991
- 『障害児学級の国語(ことば)の授業』同成社、1991
- 『生きるちからに 詩集』百合出版、1992
- 『子どもの詩を読む 児童詩教育の方法』たかの書房、1997
- 『日本の児童表現史』大月書店、1997
- 『君にはきみのうたがある 詩集』百合出版、2004
- 『特別支援学級の国語(ことば)の授業』同成社、2010
- 『障害児教育と日本の文学』同成社、2011
- 『特別支援学級の学習指導計画案集 全面的な発達のために』同成社、2011
- 『自閉症児とつづる詩・作文』同成社、2013

### 共編著
- 『日本児童詩集』寒川道夫共編 太平出版社、1971
- 『子ども賛歌 詩集』松井四郎共著 あゆみ出版 1978
- 『こくごだいすき』全8巻別巻1 高橋太郎、成尾正治、播摩晃一、本間繁輝、三省堂編修所共編著 三省堂、1979／日本図書センター、2014
- 『信頼し協力し合う父母と教師』編 日本標準、1983 実践できりひらく教育シリーズ 第6巻
- 『新教育詩集』野口茂夫、吉野弘共編 エミール社、1992
- 『ことばを生きる力に 心身障害学級・養護学校詩文集』第1集 編 同成社、1994
- 『心身障害学級養護学校用「こくご」学習指導の展開』編 同成社、1999
- 『えんぴつでおしゃべり 子どもの詩』編著 あゆみ出版、2000
- 『えんぴつでおしゃべり 子・ど・も・の・詩』1－2 編著 子どもと教育社、2001
- 『自閉症児の国語(ことば)の教育』編 同成社、2003
- 『新・詩のランドセル 1～6ねん』小野寺寛、菊永謙、吉田定一共編 らくだ出版、2005
- 『ゆっくり学ぶ子のための国語』4‐5 編 同成社、2005
- 『子どもの詩から見えるもの』全5巻 編 駒草出版、2006
- 『知的障害者の青年期への自立をめざして』編著 同成社、2007
- 『日本児童詩歳時記』編 駒草出版 2008
- 『ゆっくり学ぶ子のための「こくご」学習指導の展開』編 同成社、2011

## 参考
- [ISBN 978-4-88621-644-1]
- 『現代日本人名録』2002年